# Сгуриши
Сгуриши (груз. სგურიში) — село в Грузии, на территории Местийского муниципалитета края (мхаре) Самегрело-Верхняя Сванетия.

## География
Село находится в северо-западной части Грузии, на правом берегу реки Ненскры (правый приток Ингури), на расстоянии приблизительно 43 километров (по прямой) к западу от посёлка городского типа Местиа, административного центра муниципалитета. Абсолютная высота — 1046 метров над уровнем моря.

## Население
По результатам официальной переписи населения 2014 года в Сгуриши проживало 159 человек (83 мужчины и 76 женщин). В национальной структуре населения грузины составляли 100 %.
| Год  | Население, человек |
| ---- | ------------------ |
| 2002 | 208                |
| 2014 | ↘ 159              |